# Чорна Долина (фільм)
«Чорна Долина» — український художній фільм 1990 року режисера Бориса Шиленка, за романом Юрія Мушкетика «Яса».

## Деталі сюжету
I знову шаблі, погоні, сутички, лицарство і підступність. Легендарний кошовий отаман Іван Сірко сам на сам з могутніми ворогами, зрада закралася між спільників, на карті — доля України. Масштабна кіноепопея за романом Юрія Мушкетика «Яса» для аматорів історії, для тих, у чиїх жилах ще тече кров славетних предків. Чи в нас не та сила, що у батьків була?

## Ролі виконували
- Іван Гаврилюк — Іван Сірко
- Оксана Дроздова — Киліяна
- Георгій Гавриленко — Лаврін
- Сергій Гаврилюк — Марко
- Микола Олійник — Гетьман Дорошенко
- Анатолій Барчук — Полковник Мурашко
- Анатолій Півненко — Мокій Сиробатка
- Олександр Денисов — Дорош Брус
- Ернст Романов — Томбач
- Валентин Макаров — Рєза
- Михайло Горносталь — Харіліс
- Нурбен Камкія — Султан
- Махмадалі Махмадов — Селім Гірей
- Йосип Найдук — Явдоким Верта
- Бахадур Міралімбеков — Візир
- Коста Турієв — Тулук
- та інші…

## Творча група
- Сценарист та режисер-постановник: Борис Шиленко
- Оператори-постановники: Аркадій Першин, Віктор Атаманенко
- Художник-постановник: Віталій Шавель
- Композитор: Олександр Злотник
- Звукооператор: Сергій Вачі
- Текст пісень Олеся Ільченка і Анатолія Пєскова
- Пісні у виконанні ансамблю «Джерело» (у складі: О. Тельнюк, Т. Плучарьової, Т. Дук, О. Шиленко)
- Режисер: Галина Горпинченко
- Художник по костюмах: Надія Коваленко
- Художник по гриму: Тетяна Титаренко (можливо, Т. Татаренко ?)
- Режисерська група: Т. Кохан, Ю. Конак
- Монтажер: Доллі Найвельт
- Комбіновані зйомки: оператор — Валерій Осадчий, художник — Михайло Полунін
- Постановник трюків: Олександр Філатов
- Консультант: Олена Апанович
- Редактор: Володимир Мазур
- Директор фільму: Григорій Чужий